# Kirsch
Il kirsch o kirschwasser  è un'acquavite con una gradazione alcolica dal 40% sino al 45% ricavata dalle ciliegie. 
È prodotto prevalentemente nelle zone dell'Arco Alpino e dell'Europa centrale; in Francia e Svizzera esiste un consorzio a tutela e garanzia del prodotto.

## Storia
Non si sa precisamente quando sia nato il kirsch, ma gli storici fanno risalire le sue origini alla Foresta Nera, che si trova a sud-ovest della Germania, dato che è in questo luogo che è cominciata la coltivazione delle ciliegie aspre, impiegate principalmente per la realizzazione del kirsch. La Torta della Foresta Nera contiene, infatti, proprio il liquore kirsch come ingrediente portante, che ha un nome tedesco. Il suo consumo è maggiore in Germania e nei Paesi di lingua tedesca come l'Austria, la Svizzera e nel Südtirol italiano.

## Produzione
Le ciliegie mature vengono fatte fermentare insieme ai noccioli spezzettati: a fermentazione avvenuta inizia il processo di doppia distillazione. Per aumentare il grado alcolico talvolta può essere aggiunto dello zucchero. Il prodotto finito ottenuto può essere invecchiato in botti di frassino o in recipienti di terracotta.
Il kirsch francese di Fougerolles ha una denominazione di origine protetta.

## Cucina
Il kirsch viene anche utilizzato come ingrediente in molte ricette culinarie; particolarmente nota ed apprezzata la cioccolata al kirsch. In Svizzera il kirsch accompagna la classica fondue. Viene oltretutto usato per preparare il gelato Plombières.